# Карне, Луи Марсьен
Луи Марсьен Карне (фр. Louis-Martien de Carné; 17 февраля 1804, Кемпер, — 11 февраля 1876, Пломлен) — французский политический деятель и историк, член Французской академии, граф.
В палате депутатов при Луи Филиппе принадлежал к ультракатолической оппозиции. Кроме множества исторических статей в «Journal des Débats», «Revue des Deux Mondes» и др., Карне написал: «Vues sur l’histoire contemporaine» (1833); «Des intérêts nouveaux en Europe depuis 1830» (1838); «Du gouvernement representatif en France et en Angleterre» (1841) и мн. др.